# Lollo
Lollo es una marca de chocolate fabricada por Nestlé. Viene envasado en color azul ilustrado por una vaca amarilla que sostiene cuatro flores de colores en la boca. El 'chocolate tierno' de Nestlé, como se le conoció, se lanzó en 1982 y pasó a llamarse Milkybar a partir de 1992. Milkybar dejó de producirse en 2011 y durante un tiempo solo estando disponible como ilustración en el empaquetado. Sin embargo, en septiembre de 2012, Nestlé anunció el regreso de la marca Lollo.